# Achraf Adli
Achraf Adli (21. siječnja 1989.) je marokanski rukometaš. Nastupa za francuski klub HC Cournon d'Auvergne i marokansku reprezentaciju.
Natjecao se na Svjetskom prvenstvu u Egiptu 2021., gdje je reprezentacija Maroka završila na 29. mjestu.